# 離家出走
離家出走，通稱離家、逃家、翹家，一般是指未成年人不經家長或法定監護人同意的情況下，私自離開指定居住之處，取決於不同司法管轄區的定義。離家出走的發生原因，通常是因為家庭暴力、親子關係惡劣、青少年叛逆等各種不同理由。美國全國州議會會議統計數據顯示，女性比男性更容易離家出走。 針對成年人離家出走的案例，因為成年人擁有合法自主權，在完全失聯或疑似失踪的情況下，可以報警立案處理；但是，如果能夠聯繫卻不願返家，則不屬於失踪。
日本一些离家出走的“神待少女”（神待ち少女），会徘徊在街上并在SNS及论坛发布讯息，寻找任何可以带她们回家过夜的人，并将这些帮助的人称为“神”。在各种缘由之下，大多数情况下会演变成靠色相换取生活所需。“神”有时会“承诺”少女她们仅需要做一些简单的事情，指示女孩留下信纸，假装是自愿离家出走，并让她们删除网络历史记录，命令她们不要与朋友联系。在某些情况下，会让她们定期联系父母，以让他们“放心”。爱知县等地区的警方通过网络巡逻等方式，发送警告信，以对该种现象进行整治。

## 另見
- 拐帶、失踪
- 逃學（英语：Truancy）
- 流浪者
- 私奔，不顧家長或法定監護人反對，私自與戀人逃離家庭
- 逃婚，準婚人在婚禮前逃離婚禮
- 難民兒童（英语：Refugee children），不同原因被迫離開家園的未成年難民
- 流浪儿童，流落街頭無家可歸的孩童
- 遺棄兒童，父母將孩童從家中趕走或拒絕讓他們住在家裡
- 斷絕關係（英语：Disownment），父母宣告孩子不再是這個家庭的成員